# Colonització de Tità

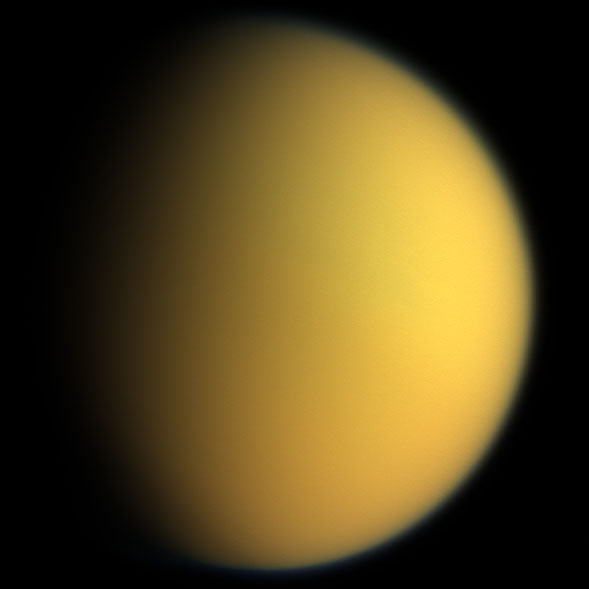
Tità, colors naturals

La possibilitat d'una colonització de Tità va ser proposat per l'enginyer aeroespacial i nuclear Robert Zubrin que va donar Saturn, Urà i Neptú el sobrenom de «Golf Pèrsic del Sistema solar», perquè representa la major font de deuteri i heli-3 per desenvolupar una economia de l'energia nuclear.
El sistema de Júpiter és menys atractiu per al desenvolupament de les col·leccions de recursos sobre els gegants gasosos, pel seu cinturó de radiació. En particular, el Dr. Zubrin va identificar Saturn com el més beneficiós i més important dels tres, a causa de la proximitat de les seves llunes, baixa radiació i excel·lent sistema lunar. Va assenyalar Tità com la lluna més gran en el desenvolupament d'una base en el sistema saturnià.
Zubrin és el primer a esmentar aquesta colonització de la part «oficial» dels seus deures envers la NASA, un estudi científic d'aquest assentament s'havia fet molt abans per Arthur C. Clarke, estudi que havia efectuat en el seu treball «Terra planeta imperial».

## Matèries primeres
El Dr. Zubrin va mostrar que Tità compta amb els elements necessaris per a l'habitabilitat planetària. L'atmosfera de Tità conté nitrogen i metà en una gran quantitat, i sembla que hi ha metà líquid, aigua líquida i amoníac sota la superfície, sovint es lliuren a través de la mateixa pel criovulcanisme. L'aigua podria ser utilitzat per generar oxigen. El nitrogen és ideal per afegir la pressió parcial de gas com amortidors d'aire respirable. L'aigua i el metà poden ser utilitzats per produir combustible i oxidant per als propulsors de coets i combustible per a l'energia. El nitrogen, el metà i l'amoníac, poden ser utilitzats com a fertilitzant per produir aliments.

## Atmosfera
A més, Tità té una pressió atmosfèrica equivalent a 1,5 vegades la de la Terra (uns 5 metres sota l'aigua a la Terra). Això significa que el recipient d'aire a pressió o hàbitat potencial seria en relació amb la mateixa pressió que l'exterior, reduint les dificultats estructurals dels recipients adequats i els hàbitats en comparació amb la baixa o nul·la pressió de la Lluna
Això significa que el recipient d'aire a pressió o un hàbitat potencial estarien en relació amb la mateixa pressió que l'exterior, el que redueix les dificultats de les estructures i dels hàbitats de les embarcacions adequades en comparació amb baixa o nul·la pressió de la Lluna, de Mart o asteroides. La densa atmosfera també evitaria la penetració de la radiació, a diferència de la Lluna, Mart o asteroides.
Tanmateix, l'atmosfera de Tità conté cianur d'hidrogen, que és extremadament tòxic per als éssers humans: fins i tot una petita quantitat n'és letal.

## Gravetat
Tità té una gravetat superficial de 0,14 g., una mica menys que la Lluna. Els efectes a llarg termini de la baixa gravetat en la salut humana són, per tant, un problema important per a l'ocupació a llarg termini de Tità que a Mart (on la gravetat és més del doble). Els efectes de la gravetat reduïda sobre la salut continuen sent una àrea activa d'investigació.
Aquests poden incloure una menor densitat òssia, disminució de la densitat muscular i un debilitament del sistema immunològic. Els astronautes que orbiten la Terra es van mantenir en condicions d'ingravidesa de vegades un any o més. Les contramesures efectives contra els efectes negatius de la baixa gravetat estan ben establerts, n'hi ha prou fer regularment exercicis diaris. La variació dels efectes negatius en condicions de diferents nivells de baixa gravetat, no es coneixen, ja que tota la recerca en aquest àmbit es limita als éssers humans en la gravetat zero. És el mateix per als efectes potencials de la baixa gravetat en el desenvolupament fetal i infantil. Es va partir del supòsit que els nens nascuts i criats en condicions de poca gravetat, com a Tità, no seria molt adequat per a la vida en un pes més alt que el de la Terra.

## Temperatura
La temperatura a Tità és d'uns 94 K (-179 °C o -290,2 °F), i l'aïllament i la gestió de calor hi ha preocupacions significatives. Encara que la pressió atmosfèrica a la superfície és d'un 1,5 vegades la de la Terra a nivell del mar, a causa de la temperatura més freda, la densitat de l'aire és d'uns 4,5 vegades la del nivell de mar a la Terra.

Aquesta densitat significativa hauria de moderar les variacions de temperatura en el temps i d'un lloc a un altre, reproduint gairebé el mateix tipus de canvi de la temperatura del cicle dia/nit i les estacions que tenen lloc a la Terra. L'estret rang de variació de la temperatura redueix les dificultats de tecnologies estructurals. Tot i que el dia solar a Tità és d'uns 16 dies terrestres, i una temporada (primavera, estiu, tardor, hivern, marcada per la inclinació de ~ 26,7°) amb una durada d'entre 7-8 anys!
El gruix relatiu combinat amb l'ambient fred extrem plantegen problemes addicionals per resoldre per l'assentament humà.

## Vol a Tità
La molt alta proporció de la densitat de l'aire al pes exterior també redueix significativament la mida requerida per a una aeronau per mantenir la seva altitud, com ara un punt humà podria adjuntar ales i volar lliurement a l'atmosfera.